# Hugo Gutmann
Hugo Gutmann, mais tarde conhecido como Henry G. Grant (Nurembergue, 19 de novembro de 1880 – San Diego, 22 de junho de 1962) foi um militar alemão-judeu notável por ser um dos oficiais superiores de Adolf Hitler durante a Primeira Guerra Mundial. Foi ele quem recomendou a atribuição da Cruz de Ferro para Hitler.

## Início da vida e da carreira militar
Gutmann nasceu em 19 de novembro de 1880, em Nuremberg. Em 1902, Gutmann se juntou ao Exército Bávaro e subiu para o posto Feldwebel em 1904, quando ele foi transferido para a reserva. Quando a Primeira Guerra Mundial começou em 1914, Gutmann foi chamado e logo depois ele se juntou a uma unidade conhecida como o Regimento "List". Em 15 de abril de 1915, foi promovido a Tenente (Leutnant), e nomeado como comandante de companhia e ajudante para o regimento de artilharia do batalhão.
Durante a maior parte de 1918, de 29 de janeiro a 31 de agosto, o tenente Gutmann serviu como oficial superior direto de Adolf Hitler. Gutmann posterior recomendou que Hitler recebesse a Cruz de Ferro de Primeira Classe (uma condecoração raramente atribuída a um Gefreiter). A condecoração foi apresentado a Hitler, em 4 de agosto de 1918, perto de Soissons, pelo comandante do regimento, o Major von Tubeuf. Hitler usou esta medalha por todo o restante de sua carreira, inclusive, quando serviu como Führer da Alemanha Nazista.
O próprio Gutmann era um recebedor da Cruz de Ferro, tendo sido condecorado com a medalha de 2ª Classe em 2 de dezembro de 1914 (aliás, o mesmo dia em que Hitler), bem como a Cruz de Ferro de 1ª Classe, em 4 de dezembro de 1915.

## Pós Primeira Guerra Mundial e os anos Nacional-socialistas
Em 8 de fevereiro de 1919, Gutmann foi desmobilizado do Exército alemão, mas ainda mantido como tenente da reserva. Casou-se mais tarde naquele ano e foi pai de duas crianças. Durante a década de 1920, ele foi proprietário de uma loja de móveis em Vordere Sterngasse 3, em Nuremberg.
No outono de 1933, Gutmann solicitou a pensão de guerra de um veterano, a qual foi concedida (Presidente Hindenburg tinha passado vários decretos protegendo os judeus veteranos da guerra da crescente onda de anti-semitismo). Em 1935, após a aprovação das Leis de Nuremberg, Gutmann perdeu sua cidadania alemã e foi formalmente dispensado dos veteranos do exército, mas ainda continuou a receber uma pensão, possivelmente devido a influência de Hitler.
Em 1938, Gutmann foi preso pela Gestapo, mas liberado como resultado da influência do pessoal da SS que conhecia a sua história. Em 1939, Gutmann e sua família se mudaram para a Bélgica quando a Segunda Guerra Mundial começou. Em 1940, ele emigrou para os Estados Unidos pouco antes da invasão dos Países Baixos.
Gutmann viveu em St. Louis e trabalhou como um vendedor de máquinas de escrever. Ele morreu em San Diego, na Califórnia, em 22 de junho de 1962. Ele foi enterrado no cemitério Morada da Paz, em San Diego.

## Representações na ficção
Em 2003  na minissérie televisiva Hitler: A Ascensão do Mal, Hugo Gutmann é interpretado pelo ator Brendan Hughes.